# Zweiblättrige Schattenblume
Die Zweiblättrige Schattenblume (Maianthemum bifolium), auch Zweiblättriges Schattenblümchen genannt, ist eine Pflanzenart aus der Gattung Schattenblumen (Maianthemum) innerhalb der Familie der Spargelgewächse (Asparagaceae).

## Beschreibung

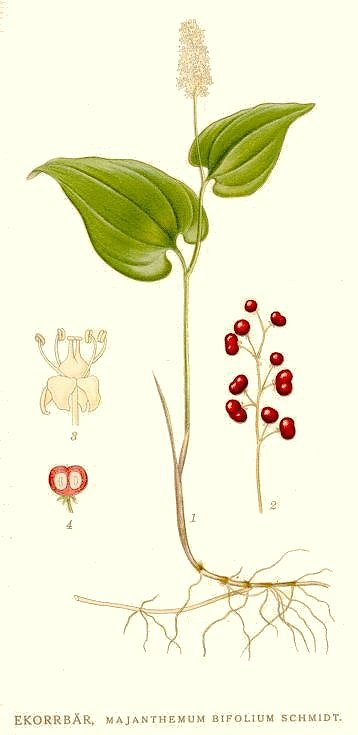
Illustration aus Bilder ur Nordens Flora von Carl Axel Magnus Lindman, Stockholm

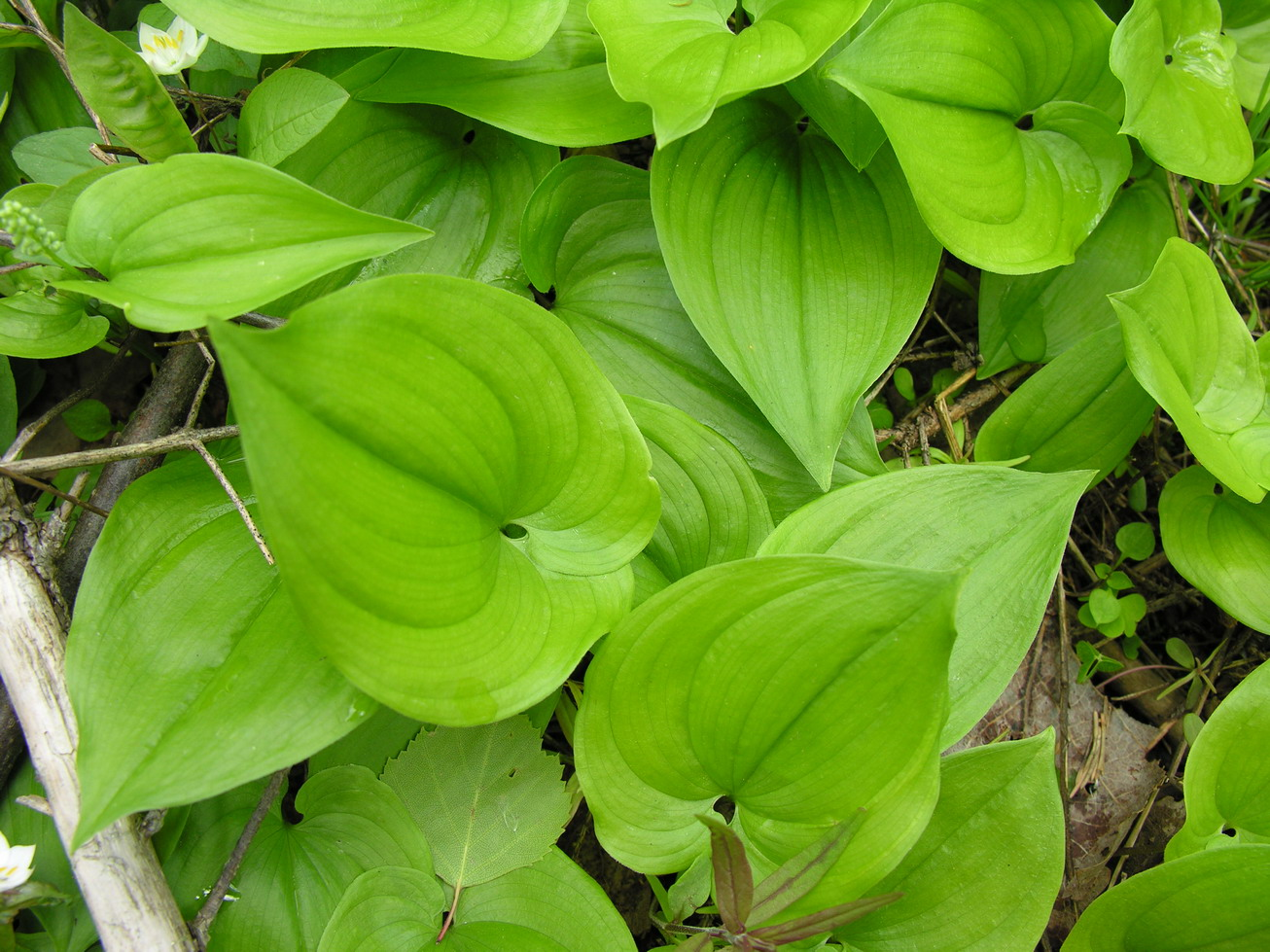
Laubblätter

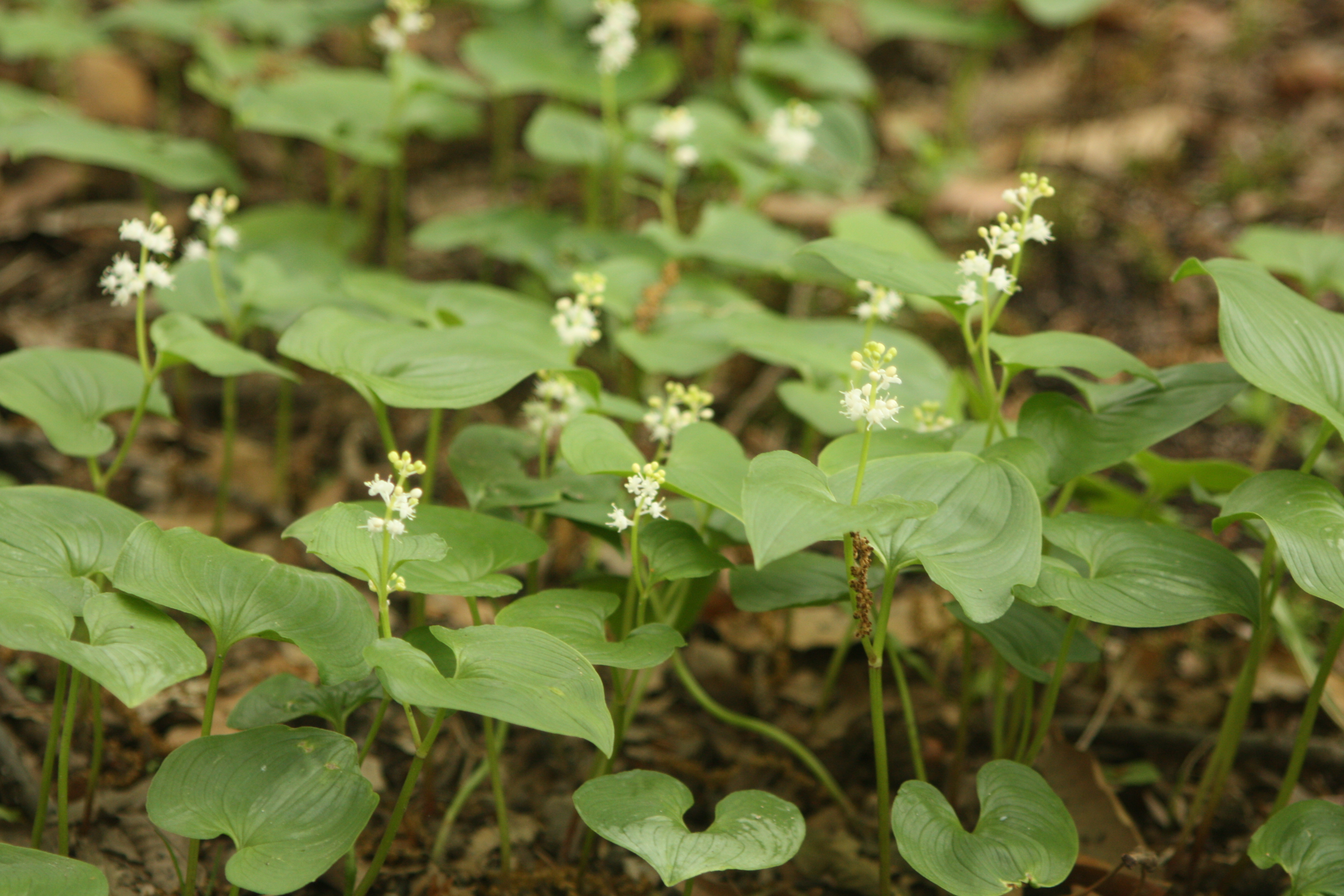

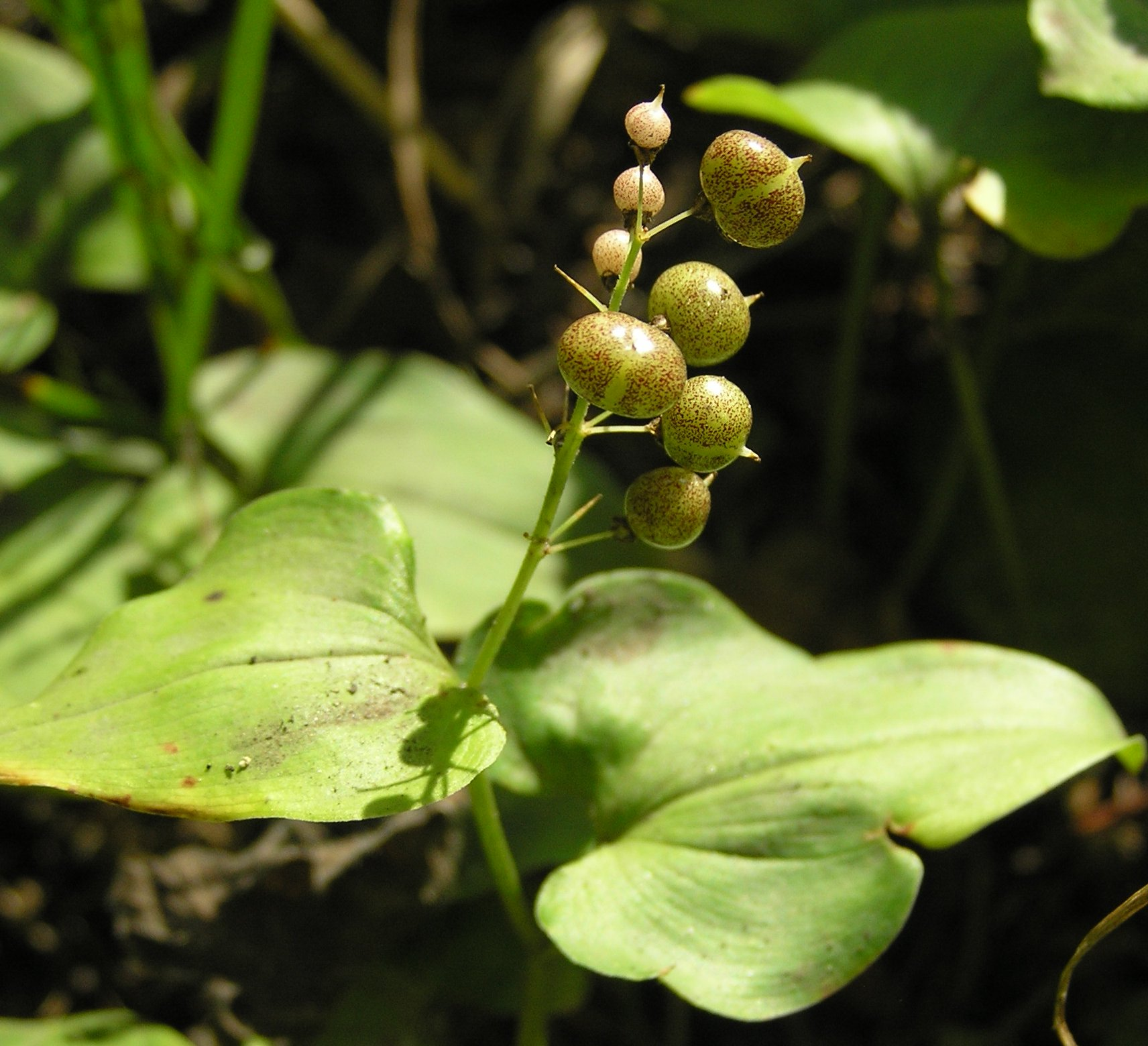
Gestielte unreife Beeren

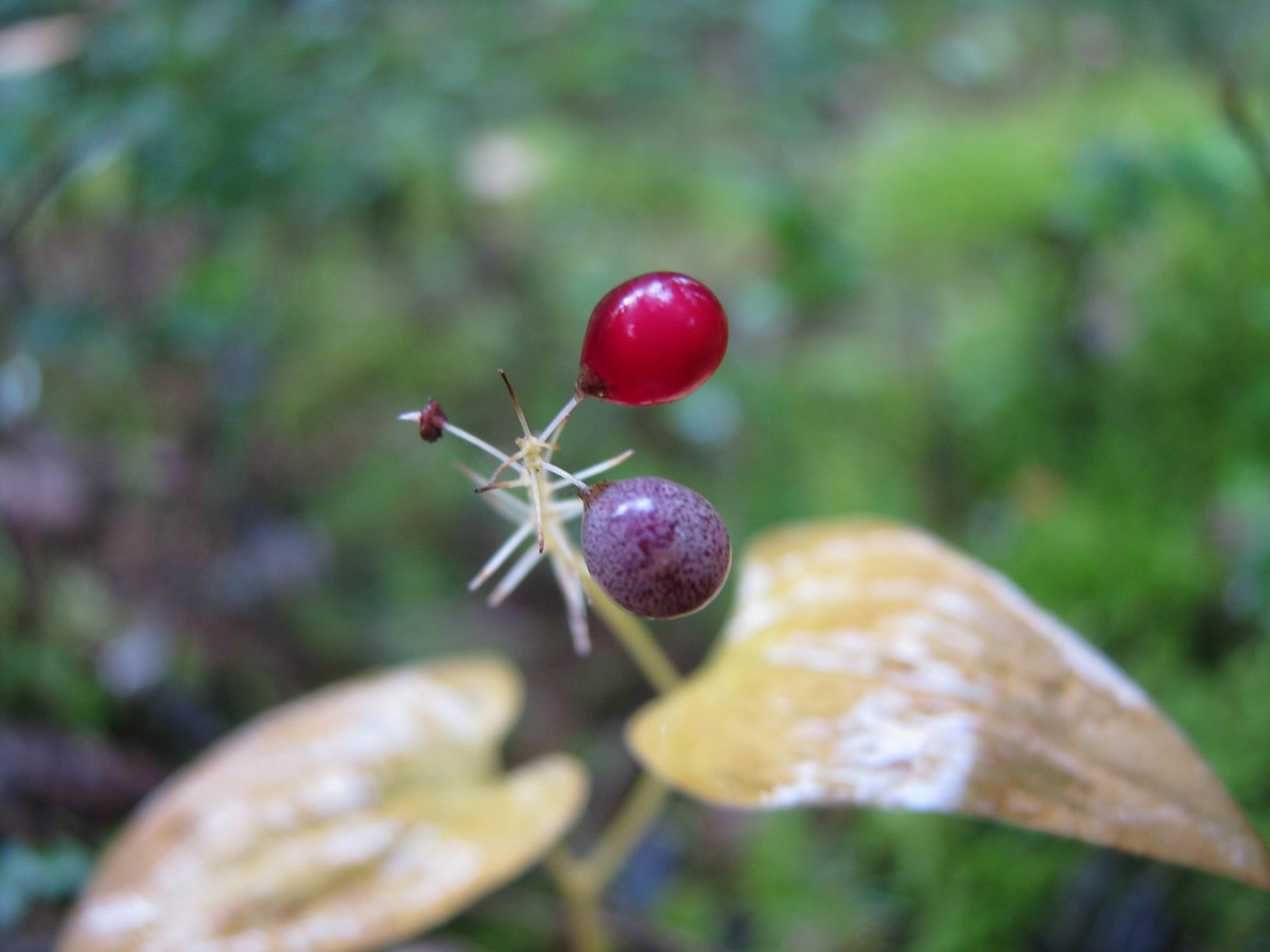
Reife rote Beere

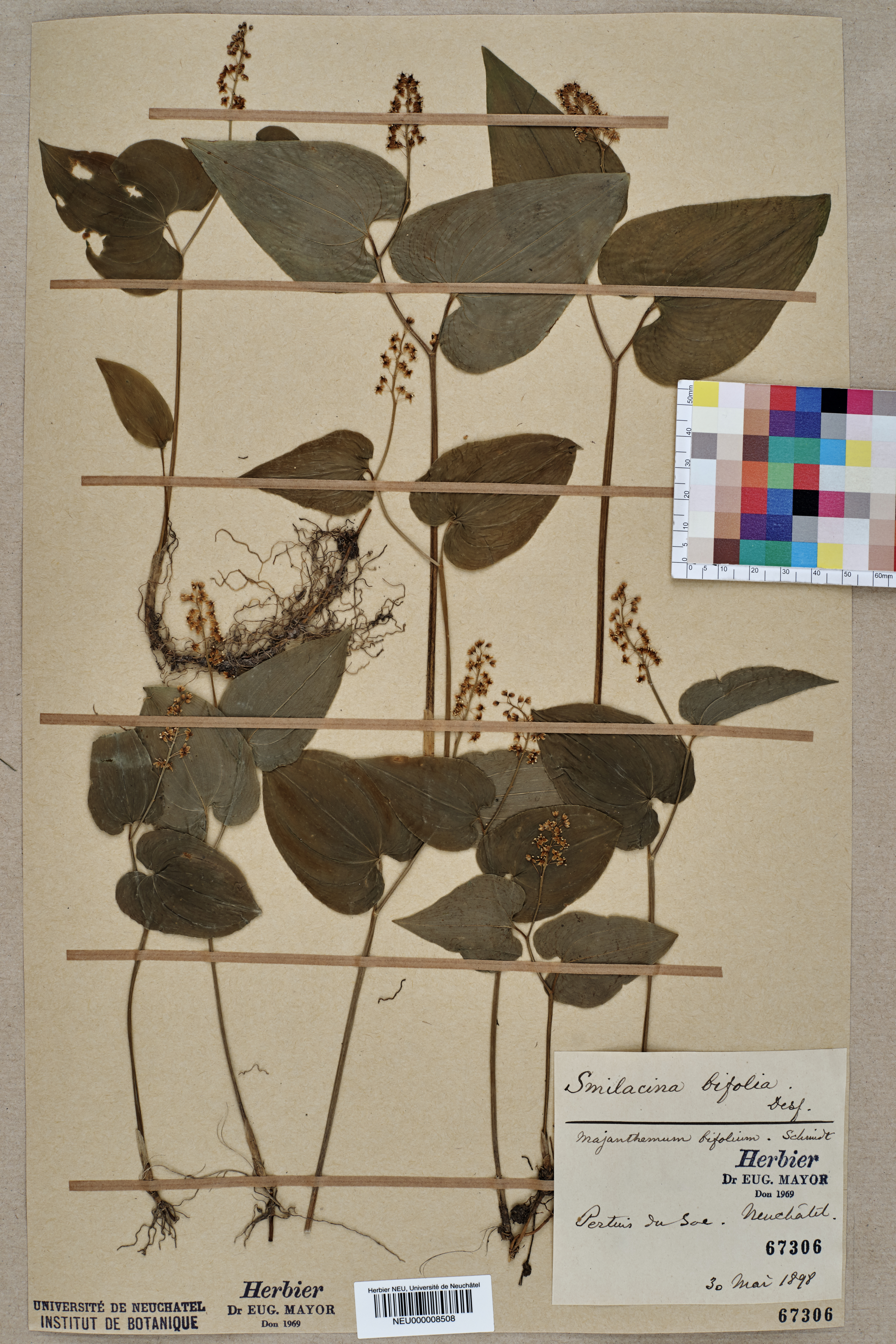
Herbarbeleg

### Vegetative Merkmale
Bei der Zweiblättrigen Schattenblume handelt es sich um eine ausdauernde krautige Pflanze. Sie bildet als Überdauerungsorgane unterirdische kriechende Rhizome, mit denen sie meist „herdenweise“ wächst. Aus dem Rhizom wachsen unverzweigte, aufrechte Stängel. Blühende Stängel erreichen Wuchshöhen von 10 bis 15, selten bis zu 20 Zentimetern, nicht blühende Stängel bleiben etwas kleiner.
An jedem blühenden Stängel sitzen ein bis drei, meist jedoch zwei, an nicht blühenden Stängeln nur ein, manchmal zwei kurz gestielte Laubblätter. Die parallelnervigen Laubblätter sind am Grunde tief herzförmig und vorne lang bespitzt.

### Generative Merkmale
Die Blütezeit reicht in Mitteleuropa von Mai bis Juli. In endständigen traubigen Blütenständen stehen meist zwei bis drei Blüten an einem Knoten (doldiger Teilblütenstand) zusammen. Die Tragblätter sind winzig oder fehlen. Die wohlriechenden zwittrigen Blüten sind bei einem Durchmesser von 4 bis 6 Millimetern radiärsymmetrisch und vierzählig. Die Blüten besitzen vier ausgebreitete, längliche, weiße Perigonblätter und vier Staubblätter, was sie von allen anderen mitteleuropäischen Lilienähnlichen unterscheidet. Im Gegensatz zum Maiglöckchen oder dem Salomonssiegel sind die Perigonblätter frei.
Die bei Reife roten, leicht giftigen Beeren enthalten ein bis zwei Samen.
Die Chromosomenzahl beträgt 2n = 36.

## Verwechslungsgefahr
Die Früchte werden aufgrund ihres Aussehens und des häufigen Vorkommens der Pflanzenart mit Preiselbeeren verwechselt. Schattenblumen-Beeren sind jedoch vor der Reife gefleckt und die Fruchtstände sind nicht überhängend, außerdem haben Preiselbeeren eiförmige und bis an der Triebspitze wachsende Blätter.
Eine ernste Gefahr besteht jedoch nicht, da ein Digitalis-Anteil bei Schattenblumen-Beeren nur gering sein soll, und sonst nur Saponine bei der Vergiftung in Frage kommen.

## Ökologie
Die Zweiblättrige Schattenblume ist ein Rhizom-Geophyt. Vegetative Vermehrung erfolgt durch unterirdische Ausläufer; die Pflanze wächst deshalb in Herden. Sie wurzelt bis 15 Zentimeter tief. Die trockenen Laubblätter duften schwach nach Cumarin.
Die Blüten sind kleine vorweibliche wohlriechende „Nektar führende Scheibenblumen“. Bestäuber sind vor allem kleinere Fliegen. Bei ausbleibendem Insektenbesuch erfolgt spontane Selbstbestäubung.
Fruchtreife erfolgt von September bis Oktober. Die Beeren sind Wintersteher. Es erfolgt Verdauungsverbreitung.

## Giftigkeit
Giftig sind alle Pflanzenteile, besonders aber die Beeren. Nach älteren Angaben enthalten die Blätter etwas Cumarin sowie Digitalisglykoside. Die Beeren enthalten Cyanidinglykoside. Die eigentlichen Giftstoffe sind möglicherweise herzwirksame Glykoside; deren Struktur ist aber noch unbekannt.

## Vorkommen
Die Zweiblättrige Schattenblume gedeiht in den gemäßigten Gebieten Eurasiens von Europa bis Japan. In Mitteleuropa findet man sie vor allem in den Gebirgen und Mittelgebirgen. In den Allgäuer Alpen steigt sie in Bayern an den Kegelköpfen in eine Höhenlage bis zu 1955 Meter auf.
Die Zweiblättrige Schattenblume wächst in Laub- und Nadelwäldern sowie in Parks an schattigen, humusreichen und nicht zu trockenen Standorten. Sie gedeiht in Gesellschaften der Ordnung Piceetalia, Fagetalia und besonders des Verbands Quercio roboris.

## Verwendung
Die Zweiblättrige Schattenblume wird wegen ihres maiglöckchenähnlichen Aussehens, wegen der „hübschen“ herzförmigen Laubblätter und ihres kriechenden Rhizoms manchmal als Bodendecker an schattigen, feuchten Standorten verwendet.
Die Zweiblättrige Schattenblume wurde in der Volksmedizin als harntreibendes Mittel verwendet. Sie enthält Steroidsaponine.